# Svenska CNN
Svenska CNN var en svensk nyhetswebbplats mellan 1997 och 2001 från CNN Interactive och Passagen.
CNN Interactive inledde efter 90-talets mitt en satsning på internationella nyhetssajter. I Sverige inleddes ett samarbete med Telias webbportal Passagen och Svenska CNN lanserades den 26 maj 1997 som den första icke-engelskspråkiga CNN-sajten. Redaktionen låg i Göteborg och webbplatsens adress var http://cnn.passagen.se/. Utbudet bestod av internationella nyheter från CNN och svenska nyheter.
Etableringen av redaktionen i Göteborg hade föregåtts av en utredning på flera miljoner som bekostats av kommunen, länsstyrelsen och länsarbetsnämnden, något som väckte viss kritik. Det ursprungliga samarbetsavtalet löpte över ett år och ett nytt treårigt avtal tecknades under 1998 med Scandinavia Online AB som då tagit över Passagen. I det nya avtalet ingick att Svenska CNN skulle delta i lanseringen av liknande nyhetssidor i Norge och Danmark.
Som pionjär inom allmän svensk nyhetsförmedling på nätet användes Svenska CNN tidigt som exempel när nyheter på Internet skulle studeras. En nyhetshändelse där Svenska CNN kunde utmärka sig var Diskoteksbranden i Göteborg, även om den löpande uppdateringen inledningsvis fördröjdes av tekniskt underhåll.
I maj 2000 gjordes webbplatsen om och bytte namn till CNN Sverige. Samtidigt satsades mer på fördjupning och ekonominyheter.
Avtalet mellan CNN och Scandinavia Online löpte ut 2001 och CNN Sverige lades därför ner den 8 juni detta år.

## Källhänvisningar
1. ↑  ”TELIA, CNN LAUNCH INTERNET NEWS SERVICE”. Telecompaper. 8 maj 1997. http://www.telecompaper.com/news/telia-cnn-launch-internet-news-service--107662.
2. ↑  Svenska CNN växer, Göteborgs-Posten, 25 augusti 1998
3. ↑  Nyhetsläsning på Internet - Svenska CNN från ett användarperspektiv Arkiverad 1 augusti 2020 hämtat från the Wayback Machine., Arbetsrapport nr 83, Erik Fjellman och Jan Sjögren, JMG
4. ↑  Nyhetsmedia på Internet – journalisters förhållningssätt till Internet som nyhetsmedium, Lisa Bauréus, MAGISTERUPPSATS I BIBLIOTEKS- OCH INFORMATIONSVETENSKAP VID BIBLIOTEKSHÖGSKOLAN/BIBLIOTEKS- OCH INFORMATIONSVETENSKAP 2000:24
5. ↑  Göteborgsbranden 1998, Rapport 179, Styrelsen för psykologiskt försvar, 2000, sida 35
6. ↑  ”CNN Sverige utvecklar ekonomibevakningen”. Dagens Media. 26 maj 2000. Arkiverad från originalet den 7 april 2015. https://web.archive.org/web/20150407145158/http://www.dagensmedia.se/nyheter/article6542.ece. Läst 7 april 2015. alternativ länk
7. ↑  ”CNN Sverige stänger webbplats”. Dagens Industri. 6 juni 2001. http://www.di.se/artiklar/2001/6/6/cnn-sverige-stanger-webbplats/.